# Кязымов, Талех Таир оглы
Талех Таир оглы Кязымов (азерб. Taleh Tahir oğlu Kazımov; род. 11 сентября 1983, Баку) — председатель Центрального банка Азербайджана.

## Биография
Родился 11 сентября 1983 года в Баку. В 2004 году окончил Азербайджанский технический университет по специальности: «Автоматика и компьютерная инженерия».
В 2006 году окончил получил степень магистра делового администрирования по специальности «Финансы» в рамках совместной программы Азербайджанской государственной нефтяной академии и Университета штата Джорджия.
В 2012 году окончил специальную программу для управленческих кадров Лондонской школы бизнеса. В 2014 году окончил программу управления Гарвардской школы бизнеса.

## Профессиональная деятельность
Начав свою профессиональную карьеру ещё во время учёбы, Талех Кязимов работал офис-ассистентом и оператором информационных технологий в компаниях «ATTAS PR» и «European Tobacco».
Свою профессиональную деятельность в финансовой сфере начал в 2004 году в ЗАО «Bank Standard». С 2004 по 2006 год Талех Кязимов занимал различные должности, являясь специалистом отдела казначейства и фондов Департамента финансов и бухгалтерского учёта, ведущим специалистом управления и бюджетного планирования подразделения Департамента финансового контроля, ведущим специалистом отдела кредитования корпоративных клиентов департамента кредитной политики банка.
С 2006 по 2007 год Талех Кязимов занимал должность аудитора в компании «Ernst & Young». С января 2007 года по июль 2007 года занимал должность генерального директора аналитического и информационного агентства «Финэко».

## ОАО «PASHA Bank»
Талех Кязимов начал работу в ОАО «PASHA Bank» в июле 2007 года в должности менеджера департамента управления рисками. В 2009 году был назначен директором департамента казначейства и денежного рынка.
7 декабря 2011 года Талех Кязимов был избран членом правления и главным инвестиционным директором ОАО «PASHA Bank» под курацией которого находились сферы развития бизнеса, институционального и инвестиционного банкинга, корпоративного и МСП-банкинга, управления рисками.
В 2015 году Талех Кязимов был назначен председателем правления и главным исполнительным директором ОАО «PASHA Bank».
Под руководством Талеха Кязимова ОАО «PASHA Bank» был удостоен следующих премий:
- «Лучший банк Азербайджана»
- «Лучшая банковская группа»
- «Лучший коммерческий банк»
- «Лучшая программа по корпоративной социальной ответственности для Центральной и Восточной Европы и СНГ стран»
- «Лучший инвестиционный банк Азербайджана»
- «Ведущий банк в инфраструктуре бесконтактных POS-терминалов»
- «Лучший private банкинг»
- «Лучший коммерческий банк Азербайджана»

В течение 2015—2022 годов наблюдались положительные изменения по ряду показателей PASHA Bank:
- Банк увеличил свой портфель на 281 % (в 3,8 раза), доведя общую долю рынка до 13,9 %, а долю рынка корпоративного бизнес-портфеля до 22 %.
- Процентная ставка по проблемному портфелю снизилась в несколько раз с 16 % до 2,1 % (в 1,8 раза ниже показателя NPL в 2022 году).
- Рентабельность собственного капитала увеличилась с −0,3 % до 11,52 %.
- Чистая прибыль банка составила 552 млн манатов (рост в 6,8 раза по сравнению с показателем с момента создания банка до 2015 года).
- Операционные расходы составили лишь 37,9 % совокупного операционного дохода (45,7 % в 2014 году);
- Несмотря на увеличение численности работников в 2,6 раза, предельная норма рентабельности занятости снизилась с 1,5 % до 0,7 %.
- Большая часть оборота клиентских платежей прошла через цифровые каналы — в 2022 году цифровые платежи достигли 99,9 % в сфере малого и среднего бизнеса и 99,7 % в корпоративном банкинге.

## Центральный Банк Азербайджана
11 апреля 2022 года Парламентский комитет по экономической политике, промышленности и предпринимательству рассмотрел вопрос об избрании Талеха Кязимова членом правления Центрального банка Азербайджанской Республики по представлению Президента Азербайджанской Республики Ильхама Алиева. Данное представление Президента Азербайджанской Республики Ильхама Алиева было одобрено голосованием на пленарном заседании, состоявшемся 12 апреля 2022 года. Талех Кязимов был избран членом Правления Центрального банка Азербайджанской Республики.
13 апреля 2022 года Распоряжением Президента Азербайджанской Республики Ильхама Алиева Талех Кязимов был назначен председателем Центрального банка Азербайджанской Республики.

## Членство
2015—2018 — член Наблюдательного совета ОАО «PASHA Bank Georgia».
2015—2019 — член совета директоров и вице-президент Американской торговой палаты в Азербайджане (AMCHAM).
2015—2019 — член Совета директоров «PASHA Yatirim Bankası» (Турция).
С 2019 года Талех Кязимов является членом Совета директоров Американо-азербайджанской торговой палаты (USACC).
С 13 апреля 2022 года — член Наблюдательного совета Государственного нефтяного фонда Азербайджанской Республики.

## Награды
В 2019 году Талех Кязимов был награждён британским экономическим изданием «EMEA Finance» и признан «Лучшим генеральным директором» Восточной Европы и постсоветских стран.